# Acton, Shropshire
Acton är en ort i Storbritannien.   Den ligger i grevskapet Shropshire i riksdelen England, i den södra delen av landet, 220 km nordväst om huvudstaden London. Acton ligger 254 meter över havet och antalet invånare är 1 475.
Terrängen runt Acton är huvudsakligen kuperad, men åt nordost är den platt. Runt Acton är det ganska tätbefolkat, med 70 invånare per kvadratkilometer. Närmaste större samhälle är Church Stretton, 17,5 km nordost om Acton. Trakten runt Acton består i huvudsak av gräsmarker.